# Yougoslavie au Concours Eurovision de la chanson 1976
La Yougoslavie participe au Concours Eurovision de la chanson 1976 à La Haye, aux Pays-Bas.
Elle est représentée par Ne mogu skriti svoju bol interprétée par le groupe Ambasadori.

## Sélection
Radio-Televizija Bosne i Hercegovine organise un concours de sélection nationale Jugovizija. La finale a lieu les 20 et 21 février 1976 à l'hôtel Kvarner à Opatija. 21 chansons sont présentées. Le gagnant est choisi par 8 jurys régionaux qui attribuent des notes de 1 à 10. Le gagnant final est la chanson Ne mogu skriti svoju bol interprétée par Ambasadori. Le public préférait une autre chanson, Baj, baj, baj de Bisera Veletanlić.
| Place | Artistes                        | Chanson                                | Points |
| ----- | ------------------------------- | -------------------------------------- | ------ |
| 1     | Ambasadori                      | Ne mogu skriti svoju bol               | 80     |
| 2     | Majda Sepe                      | Gledam te                              | 67     |
| 3     | Bisera Veletanlić               | Baj baj baj                            | 62     |
| 4     | Dalibor Brun                    | Ne pitaj me zasto noci ponekad su duge | 61     |
| 5     | Mišo Kovač                      | Ja sam covjek                          | 54     |
| 6     | Pepel in Kri                    | Moja srecna zvezda                     | 52     |
| 6     | Revis                           | Brdjanka                               | 52     |
| 8     | Neda Ukraden                    | Ej, da mi je naci                      | 51     |
| 8     | Sunce                           | Staza zivota                           | 51     |
| 10    | Mirjana Tasevska                | Ne sum sam                             | 45     |
| 11    | Entuzijasti                     | Kotorskim ulicama                      | 42     |
| 11    | Oto Pestner                     | Sepet poletnih trav                    | 42     |
| 13    | Dubrovački trubaduri            | Zeleni se ruzmarin                     | 41     |
| 14    | Leo Martin                      | Laku noc dragi, laku noc draga         | 40     |
| 14    | Cvetanka Laskova & Janko Uzunov | Momceto so mandolina                   | 40     |
| 14    | Elena Velinova                  | Ljubovta e ljubov                      | 40     |
| 17    | Gazmend Pallaska                | Dieli i kuqremt                        | 37     |
| 17    | Oliver Dragojević               | Pjevaj s nama                          | 37     |
| 19    | Jordan Nikolić                  | Tvoje ruke su miran san                | 30     |
| 19    | Istvan Boros                    | Nismo vise isti                        | 30     |
| 19    | Goran Gerin                     | Bila je hladna noc                     | 30     |

## Eurovision
La chanson est la dix-huitième et dernière de la soirée, suivant Un, deux, trois interprétée par Catherine Ferry pour la France.
À la fin des votes, la chanson est d'abord annoncée comme celle ayant obtenu le moins de points des jurys nationaux et finit donc dernière. Mais il s'agit d'un malentendu, car après vérification, il s'est avéré que les quatre points de la France destinés à la Yougoslavie n'étaient pas inclus. La chanson obtient 10 points et finit à la dix-septième et avant-dernière place sur dix-huit participants.
Vexée par les mauvais résultats depuis plusieurs années, Radio-Televizija Bosne i Hercegovine décide en septembre 1976 de se retirer du Concours Eurovision de la chanson ; elle reviendra en 1981.

### Points attribués à la Yougoslavie
| 10 points | 9 points | 8 points | 7 points    | 6 points |
| --------- | -------- | -------- | ----------- | -------- |
|           |          |          |             |          |
| 5 points  | 4 points | 3 points | 2 points    | 1 point  |
|           | - France | - Grèce  | - Allemagne | - Suisse |

### Points attribués par la Yougoslavie
| 12 points | France      |
| 10 points | Royaume-Uni |
| 8 points  | Israël      |
| 7 points  | Suisse      |
| 6 points  | Italie      |
| 5 points  | Pays-Bas    |
| 4 points  | Monaco      |
| 3 points  | Allemagne   |
| 2 points  | Autriche    |
| 1 point   | Irlande     |